# Albert Depreitere
Albert Depreitere (Rumbeke, Roeselare, 12 de octubre de 1915 - Westrozebeke, 30 de junio de 2008) fue un ciclista belga que corrió durante los años 30 del siglo XX. Solo se le conoce una victoria, la segunda edición de la Gante-Wevelgem, el 1935.

## Palmarés
1935
- 1º en la Gante-Wevelgem